# Балкан инфо
Балкан инфо је независна српска медијска продукција која је настала у јуну 2015. године.
Оснивач продукције је Теша Тешановић који ју је почетком децембра 2022. године и напустио.
Балкан инфо је угостио више од 500 гостију међу којима су многе познате српске и регионалне личности из различитих сфера живота. Неки од познатијих гостију били су: Лане Гутовић, Неле Карајлић, Дуци Симоновић, Небојша Павковић, Југослав Петрушић, Џон Боснић, Мирољуб Петровић, Муамер Зукорлић, Кристијан Голубовић, Ајс Нигрутин, Родољуб Роки Вуловић, Славиша К. Миљковић , чланови емисије Дневњак и др.
У оквиру продукције Балкан инфо постоје четири потпродукције које покривају уже специјализоване области:
1. Документарне емисије Балкан
2. Наука и мистерије
3. Олуја промена
4. Витезови асфалта Балкан.